# Trichouropodella
Trichouropodella es un género de ácaros perteneciente al orden Mesostigmata.

## Especies
- - Trichouropodella aokii Hiramatsu, 1979
  - Trichouropodella baloghi Hirschmann, 1977
  - Trichouropodella brasiliensis Hirschmann & Zirngiebl-Nicol, 1972
  - Trichouropodella elimata (Berlese, 1888)
  - Trichouropodella magna Hirschmann & Zirngiebl-Nicol, 1972
  - Trichouropodella minimaseta Hirschmann & Zirngiebl-Nicol, 1972
  - Trichouropodella panamaensis Hirschmann & Zirngtebl-Nicol, 1972
  - Trichouropodella paraguayensis Hirschmann & Zirngiebl-Nicol, 1972
  - Trichouropodella vietnamensis Hirschmann, 1983